# Tre morti
Tre morti (in russo Три смерти, Tri smerti) è un racconto di Lev Nikolaevič Tolstoj pubblicato per la prima volta nel 1859.

## Genesi del racconto
Tre morti fu scritto fra il 15 e il 24 gennaio 1858.  Tolstòj accenna per la prima volta a questo racconto, il cui titolo provvisorio è "Morte", nel Diario del 15 gennaio 1858; il titolo definitivo "Tre morti" compare già nel Diario del 20 gennaio. Il racconto sarà rivisto ancora il 12 giugno 1858, e pubblicato sul numero 1 del 1859 della rivista "Biblioteca per la lettura" (in russo Библиотека для чтения, Bibliotjeka dlja chtjenija). Si tratta pertanto di un racconto del primo Tolstoj. 

## Trama
In autunno, presso una stazione di posta, si fermano una carrozza e un calesse: nella carrozza vi è una donna gravemente ammalata di tubercolosi, e la sua cameriera Matrëša; nel calesse, il marito della donna e il medico curante. La signora, che desidera andare in Italia nella convinzione che il clima mite debba giovare alla sua salute, si lamenta del marito il quale non l'ha ancora portata all'estero. Il medico curante dice al marito che la moglie è troppo grave perché possa affrontare un lungo viaggio e invita il marito a dimostrarsi fermo contro le pretese della moglie; il marito risponde al medico di non aver il coraggio di opporsi ai desideri della moglie, date le gravi condizioni di salute. Nella stazione di posta, in un'isba riservata ai vetturali, un vecchio postiglione sta male e sente avvicinarsi la morte; a un suo giovane collega che gli chiede in prestito gli stivali, il vecchio postiglione glieli regala purché in cambio, dopo la sua morte, il giovane metta una lapide sulla tomba. 
In primavera la donna tubercolotica muore, disperata, attorniata dai familiari e assistita da un sacerdote; un mese più tardi una cappella in pietra sarà innalzata sulla sua tomba. La fossa dove è stato sepolto il vecchio postiglione è, invece, priva di tutto. A chi lo rimprovera, il giovane che gli aveva promesso di mettere una lapide sulla sua tomba, promette che lo farà, dopo averne acquistato una in città; per il momento innalzerà sul tumulo una croce di legno. Si reca quindi nel bosco per tagliare un albero da utilizzare per costruire la croce. 
(Lev Tolstoj, Tre morti, traduzione di Tommaso Landolfi, Op cit.)

## Critica
Argomento del racconto sono i modi in cui muoiono una signora borghese, un povero postiglione e un albero: lamentosa e petulante la prima, chiuso nel silenzio il secondo, nobile l'albero. Molti amici dello scrittore, fra i quali il fratello maggiore Nikolaj, la zia Aleksandrine e lo scrittore Ivan Turgenev, consigliarono senza successo a Tolstoj di eliminare la terza morte, quella dell'albero. In una lettera alla zia Aleksandrine Tolstoj spiegherà che la serenità o meno con cui si affronta la morte dipende dalla vicinanza alla natura con cui è stata vissuta la vita. La morte dell'albero è stata considerata anche una metafora dell'atteggiamento ideale di fronte alla sofferenza, soprattutto quella provocata dalla crudeltà del potere. La questione del come morire fu affrontata nuovamente da Tolstoj nel 1887 in termini simili a quelli del racconto, nel trattato Della vita (in russo О жизни?, O žizni).
Nel suo saggio "Il personaggio e la posizione dell'autore nei confronti del personaggio nell'opera di Dostoevskij", Michail Bachtin ha contrapposto l'entità polifonica di Dostevskij a quella monologica di Tolstoj.

## Edizioni
- Leone Tolstoj, «Tre morti». In: Tommaso Landolfi (a cura di), Narratori russi: antologia : dalle origini al sec. XX, Milano: Bompiani, 1948
- Leone Tolstoj, «Tre morti». Giuseppe Donnini (a cura di) In: Romanzi brevi e racconti, Roma: Gherardo Casini, 1951
- Lev Nikolaevič Tolstoj, Tre morti, Francavilla: Edizioni paoline, 1966
- Lev Nikolaevič Tolstoj, Il prigioniero nel Caucaso; Tre morti; introduzione e traduzione di Eridano Bazzarelli, Milano: Biblioteca Universale Rizzoli, 1995, ISBN 88-17-17024-0
- Lev Tolstòj, «Tre morti». In: Lev Tolstòj, Tutti i racconti, Vol. I; a cura di Igor Sibaldi, Coll. I Meridiani, Milano: A. Mondadori, 1991, pp. 584-99, ISBN 88-04-34454-7
- Lev Nikolaevič Tolstoj, La morte di Ivan Il'ic; Tre morti e altri racconti; traduzione di Tommaso Landolfi; a cura di Idolina Landolfi, Coll.  Piccola biblioteca Adelphi n. 376, Milano: Adelphi, 1996